# 宋思衡
宋思衡（1981年—），出生在中国上海，中國青年鋼琴家。

## 生平
宋思衡三岁开始學習钢琴。後來進入上海音乐学院，跟随盛一奇教授和艺术家许忠学习钢琴。
2002年前往法国，于巴黎高等师范音乐学院，跟随马利安·里比斯基（Marian Rybicki）教授学习钢琴。2003年，获得最高演奏家文凭；并成为巴黎高等师范音乐学院有史以来最年轻的华裔教师。之后于巴黎音乐学院就讀，师从多位国际级大师：菲利普·昂特蒙、米歇尔·达尔伯托、德米特里·巴什基罗夫，白建宇和许忠等人。

## 成就
- 第二届摩洛哥国际钢琴大赛冠军、最佳公众奖[1]
- 2004年：第六十一届法国巴黎玛格丽特·隆国际钢琴大赛冠军、最佳协奏曲奖、最佳独奏会奖[1]
- 第三届葡萄牙VISEU国际钢琴大赛冠军
- 2006年：第十五届英国利兹国际钢琴比赛第四名[2]
- 第一届法国Piano Compus国际钢琴大赛冠军